# John Seddon Weske
John Seddon Weske (* 27. März 1936 in Cleveland, Ohio) ist ein US-amerikanischer Ornithologe. Sein Forschungsschwerpunkt ist die peruanische Avifauna.

## Leben
1957 erlangte Weske den Bachelor of Arts an der Harvard University in den Bereichen Ingenieurwissenschaften und Angewandte Physik. Von 1957 bis 1958 arbeitete er als Technischer Zeichner bei der Firma B-I-F Industries in Providence, Rhode Island. Von Februar 1959 bis Januar 1961 diente er beim Ingenieurscorps der United States Army. Von 1961 bis 1964 studierte Weske an der Cornell University in Ithaca, New York, wo er ein Schuyler-Gage-Stipendium erhielt und als wissenschaftliche Hilfskraft tätig war. 1969 wurde er dort mit der Arbeit An ecological study of the Black Rail in Dorchester County, Maryland zum Master of Science graduiert. Ab 1964 studierte Weske an der University of Oklahoma. Zwischen 1965 und 1968 und im Jahr 1970 reiste Weske gemeinsam mit seinem Kollegen John Terborgh (* 1936) nach Peru. Die dort durchgeführte botanische und ornithologische Langzeitstudie im Tal des Río Apurímac diente als Grundlage für Weskes Doktorarbeit mit dem Titel The distribution of the avifauna in the Apurimac Valley of Peru with respect to environmental gradients, habitat, and related species, mit der er 1972 zum Ph.D. promoviert wurde. In der Folgezeit unternahmen Weske und Terborgh weitere Forschungsreisen nach Peru. Ferner unternahm Weske biologische Expeditionen zur Labrador-Halbinsel, nach Mexiko und zu den Nordwest-Territorien in Kanada. Weske und Terborgh beschrieben sieben neue Vogelarten, darunter den Koepckehokko (1971), den Rostkehlcanastero (1972), die Gelbbrauenhemispingus (1974), den Koepckeschattenkolibri (1977), die Nebelwald-Kreischeule (1981), den Grünscheitel-Andenkolibri (1985) und die Siratangare (1987).
Weske ist Mitglied der American Ornithologists’ Union, der Cooper Ornithological Society und der Wilson Ornithological Society.

## Dedikationsnamen
1984 benannte James V. Remsen den Vilcabamba-Baumschlüpfer (Cranioleuca weskei) zu Ehren von John Seddon Weske.

## Werke (Auswahl)
- Marine and coastal Birds, Mesa New York Bight Atlas Monograph 31, 1978 (mit Marshall A. Howe und Roger B. Clapp)